# 汉斯-约阿希姆·哈特尼克
汉斯-约阿希姆·哈特尼克（德語：Hans-Joachim Hartnick，1955年1月12日—），德国男子自行车运动员。他曾代表东德参加1976年和1980年夏季奥林匹克运动会自行车比赛，其中1980年奥运会获得一枚银牌。